# Sojuz 7KT-OK
Sojuz 7KT-OK (ros. Союэ 7КТ-ОК) – radziecki statek kosmiczny przeznaczony do lotów załogowych. Został zaprojektowany w celu transportu załogi na pierwszą stacji kosmiczną, Salut 1 („Т” w oznaczeniu znaczy транспортный – transportowy).
Statki tej wersji posiadały nowy port cumowniczy typu SSWP i umożliwiały przejście załogi z modułu orbitalnego na pokład bazy orbitalnej. Odbyły się dwa loty załogowe, w pierwszym z nich kosmonautom nie udało się dostać na pokład stacji, natomiast drugi przebiegał pomyślnie aż do odłączenia od stacji Salut. W wyniku dekompresji statku trzyosobowa załoga Sojuza 11 udusiła się. Tragedia wymusiła rewizję projektu i wprowadzenie lepszych systemów podtrzymywania życia; statki Sojuz 7KT-OK zostały zastąpione przez Sojuzy drugiej generacji, Sojuz 7K-T.

## Loty załogowe
- Sojuz 10
- Sojuz 11